# Isla Nunivak
La isla Nunivak (del inglés: Nunivak Island) es una isla de Estados Unidos localizada frente a las costas de Alaska, la segunda isla más grande del mar de Bering. Se trata de una isla volcánica situada a unos 48 km mar adentro, separada por el estrecho de Etolin de la parte continental alaskeña, en el tramo costero entre el delta del Yukón y la boca del río Kuskokwim. Administrativamente, pertenece al Área censal de Bethel del estado de Alaska.
Nunivak  tiene una superficie de 4.226,78 km², siendo la 8.ª isla mayor de los Estados Unidos y la 133.ª del mundo. Tiene una población de 191 personas según el censo del año 2000, que viven todos en un único asentamiento situado en la costa norte llamado Mekoryuk. En la década de 1880, en el censo de Estados Unidos, Iván Petrof registró 702 habitantes de nueve pueblos de la isla. Una epidemia en 1900 diezmó la población de la isla y la emigración mantuvo los niveles de población bajos.
Casi todos los residentes permanentes de Nunivak son esquimales Cup'it, cuya lengua tradicional es un dialecto del Yup'ik de Alaska central conocido como Cup'ig. Cup'ig es la primera lengua de  muchos isleños de la tercera edad, y disfruta de un renacer entre los jóvenes isleños, aunque casi todas las personas nunivak hablan inglés. El pueblo de la isla Nunivak sigue dependiendo en gran medida de la caza de subsistencia y comercial, y también de la pesca y el trabajo industrial en el continente.